# Nostra Signora del Santissimo Sacramento e Santi Martiri Canadesi (titolo cardinalizio)
Nostra Signora del Santissimo Sacramento e Santi Martiri Canadesi (in latino: Titulus Dominae Nostrae a Sanctissimo Sacramento et Sanctorum Martyrum Canadensium) è un titolo cardinalizio istituito da papa Paolo VI il 5 febbraio 1965 con la costituzione apostolica Consuevit Ecclesia. Il titolo insiste sulla chiesa di Nostra Signora del Santissimo Sacramento e dei Santi Martiri Canadesi, la quale fu costruita nel 1948, quando la curia generalizia dei Sacerdoti del Santissimo Sacramento decise di costruire una chiesa su un terreno di sua proprietà. I fondi per la sua costruzione furono reperiti anche in Canada, perciò fu dedicata anche ai santi martiri canadesi e fu eretta chiesa nazionale del Canada in Roma. La chiesa è sede parrocchiale ed è affidata alla Congregazione del Santissimo Sacramento.
Dal 19 novembre 2016 il titolare è il cardinale Patrick D'Rozario, arcivescovo emerito di Dacca.

## Titolari
- Maurice Roy (22 febbraio 1965 - 24 ottobre 1985 deceduto)
  - Titolo vacante (1985 - 1988)
- Paul Grégoire (28 giugno 1988 - 30 ottobre 1993 deceduto)
- Jean-Claude Turcotte (26 novembre 1994 - 8 aprile 2015 deceduto)
- Patrick D'Rozario, C.S.C., dal 19 novembre 2016